# Carson Foster
Carson Foster (Cincinnati, 26 ottobre 2001) è un nuotatore statunitense, specializzato negli stile farfalla, rana e misti.

## Biografia
Vanta un argento e un bronzo olimpico, un oro mondiale in vasca lunga, conquistato nella staffetta 4x200 m stile libero a Budapest 2022 (edizione in cui ha anche ottenuto l'argento nei 200 e 400 metri misti, in entrambi i casi preceduto sul podio dal francese Léon Marchand), e quattro ori ai mondiali in vasca corta.

## Palmarès
| Anno | Manifestazione          | Sede         | Evento           | Risultato | Prestazione | Note |
| ---- | ----------------------- | ------------ | ---------------- | --------- | ----------- | ---- |
| 2017 | Mondiali giovanili      | Indianapolis | 200 m dorso      | Argento   | 1'57"87     |      |
| 2017 | Mondiali giovanili      | Indianapolis | 4x200 m sl       | Argento   | 7'10"96     |      |
| 2019 | Mondiali giovanili      | Budapest     | 200 m dorso      | Argento   |             |      |
| 2019 | Mondiali giovanili      | Budapest     | 200 m misti      | Oro       |             |      |
| 2019 | Mondiali giovanili      | Budapest     | 4x100 m sl       | Oro       |             |      |
| 2019 | Mondiali giovanili      | Budapest     | 4x200 m sl       | Oro       |             |      |
| 2019 | Mondiali giovanili      | Budapest     | 4x100 m sl mista | Oro       |             |      |
| 2021 | Mondiali in vasca corta | Abu Dhabi    | 200 m misti      | Argento   | 1'51"35     |      |
| 2021 | Mondiali in vasca corta | Abu Dhabi    | 400 m misti      | Bronzo    | 3'57"99     |      |
| 2021 | Mondiali in vasca corta | Abu Dhabi    | 4x200 m sl       | Oro       | 6'47"00     |      |
| 2022 | Mondiali                | Budapest     | 200 m misti      | Argento   | 1'55"71     |      |
| 2022 | Mondiali                | Budapest     | 400 m misti      | Argento   | 4'06"56     |      |
| 2022 | Mondiali                | Budapest     | 4x200 m sl       | Oro       | 7'00"24     |      |
| 2022 | Mondiali in vasca corta | Melbourne    | 200 m misti      | Argento   | 1'50"96     |      |
| 2022 | Mondiali in vasca corta | Melbourne    | 400 m misti      | Argento   | 3'57"63     |      |
| 2022 | Mondiali in vasca corta | Melbourne    | 4x100 m sl       | Bronzo    | 3'05"09     |      |
| 2022 | Mondiali in vasca corta | Melbourne    | 4x200 m sl       | Oro       | 6'44"12     |      |
| 2022 | Mondiali in vasca corta | Melbourne    | 4x100 m misti    | Oro       | 3'18"98     |      |
| 2023 | Mondiali                | Fukuoka      | 400 m misti      | Argento   | 4'06"56     |      |
| 2023 | Mondiali                | Fukuoka      | 4x200m sl        | Argento   | 7'00"02     |      |
| 2024 | Mondiali                | Doha         | 200 m misti      | Argento   | 1'56"97     |      |
| 2024 | Mondiali                | Doha         | 4x100 m sl       | Bronzo    | 3'12"29     |      |
| 2024 | Mondiali                | Doha         | 4x200 m sl       | Bronzo    | 7'02"08     |      |
| 2024 | Giochi olimpici         | Parigi       | 400 m misti      | Bronzo    | 4'08"66     |      |
| 2024 | Giochi olimpici         | Parigi       | 4x200 m sl       | Argento   | 7'00"78     |      |
| 2024 | Mondiali in vasca corta | Budapest     | 400 m sl         | Argento   | 3'36"31     |      |
| 2024 | Mondiali in vasca corta | Budapest     | 400 m misti      | Argento   | 3'57"45     |      |
| 2024 | Mondiali in vasca corta | Budapest     | 4x200 m sl       | Oro       | 6'40"51     |      |